# Chris Van Tongelen
Christiaan (Chris) Van Tongelen (Duffel, 4 juni 1968) is een Vlaams (musical)acteur, toneelregisseur, zanger en muziekproducent. Hij heeft een eigen covergroep genaamd B@ng.

## Studententijd
Van Tongelen studeerde moderne talen in Mechelen, had een eigen reisbureau, had een eigen groepje genaamd "Roestvrij" en speelde in het Ballet van Vlaanderen. Daarna ging hij zich toeleggen op musicals, met producties als Gambler, Chess, Assepoester, 't zaad van Satan, Ben, Romeo en Julia (Tybalt) en Dracula (De Priester). In 1998 kwam Van Tongelen in de media als de Prins die Sneeuwwitje niet mocht kussen. Naast zijn carrière als musicalzanger was hij ook acteur in de tv-soapserie Familie, waar hij tot eind augustus 2015 de rol van Bart Van den Bossche speelde. Sinds december 2016 vertolkt hij die rol opnieuw sporadisch.

## Songwriter
In 1991 schreef Van Tongelen de tekst voor het lied 5 dagen op 7 op de melodie van Walking on Sunshine van Katrina & the Waves.
In 1999 heeft hij ook een cd uitgebracht, met als titel Music From The Heart. Deze bevat de nummers First & last/Tragedy, Promise, Parca Guell, Everytime I Think Of You, Whistle Down The Wind, Golden Key, Maria, On My Own, Pie Jesu, Love on the Rocks, All For Love en She's A Maniac.
Sinds 2003 treedt Van Tongelen op in de groep "De Romeo's", samen met Familie-acteurs Gunther Levi en Davy Gilles.
Vanaf de zomer van 2006 is hij artistiek verantwoordelijke van Bouffe & Bollinger, het nieuwe theaterrestaurant van de Stadsschouwburg in Antwerpen.

## Privéleven
Van Tongelen is jaren getrouwd geweest met zijn eerste vrouw. Met haar heeft hij een zoon en een dochter.
Vanaf 2003 had Van Tongelen een relatie met de Nederlandse choreografe Brigitte Derks. Zij kreeg in 1997 met Frank Hoelen een zoon, Ian Thomas. Van Tongelen en Derks kregen samen ook een dochter. Op 13 januari 2017 werd bekend dat Van Tongelen en Derks gingen scheiden. 
In de zomer van 2018 begon een nieuwe relatie, een vriendin met wie hij in februari 2020 ging samenwonen.

## Musicals
- 2025 Mamma Mia! (musical) (Harry - Deepbridge)
- 2007 Grease (Vince Fontaine - Musichall)
- 2005-2006 Dracula (De Priester - Musichall)
- 2002 Romeo & Julia (Tybalt - Musichall)
- 2002 Camille Claudel (Paul - De Nieuwe Horizon)
- 2002 Grace (Prins Rainier)
- 2001 Ben (Jan/Johan/Harry - Look&Smile)
- 2001 Musicals from the Heart - The Show - theatertour door België en Nederland
- 2000 Jubilee 15 (Jesus (JCS) en Tony (WSS) - Kon. Ballet van Vlaanderen)
- 2000 Musicals from the Heart - The Show - (Musicalbühne Mönchengladbach - MH Productions)
- 1999 Assepoester (De Prins - Studio 100)
- 1998 Kaleidoskop, das Musical Konzert (CasinoRheydt - Mönchengladbach-Rheydt)
- 1996-1998 Gambler (Gambler - Musicalbühne Mönchengladbach (D))
- 1998 Sneeuwwitje (De Prins - Studio 100)
- 1997 Jesus Christ Superstar (Petrus - Musichall)
- 1997 Gaudi (Don Parker - Cologne Musicals (D))
- 1996 Chess (Frederick Trumper, the American - Kon. Ballet van Vlaanderen)

## Tv-rollen
- 2001-2015, 2016-2022 Familie (Bart Van den Bossche)
- 1997-1998 - Familie (Dokter Robin)
- 1995 - Lili en Marleen
- 2017 - H.I.T. (zichzelf)

## Discografie

### Dracula
- De Kerk (De Priester - Dracula)
- Plan van het Volk (De Priester - Dracula)

### Romeo & Julia
- t Is de dag (Tybalt - Romeo & Julia - de Vlaamse musical)
- t Is mijn schuld niet (Tybalt - Romeo & Julia - de Vlaamse musical)

### Musicals From The Heart
- Le temps des cathedrales (Musicals From The Heart)
- Your song (Musicals From The Heart)

### Gambler
- Green Light Means Danger (Gambler)
- Eye in the Sky (Gambler)
- Games People Play (Gambler)
- The Golden Key (Gambler)

### Music From The Heart (Sony Music)
- First & last/Tragedy
- Promise
- Parca Guell
- Everytime I Think Of You
- Whistle Down The Wind
- Golden Key
- Maria
- On My Own
- Pie Jesu
- Love On The Rocks
- All For Love
- She's A Maniac

### Varia
- 5 dagen op 7
- Liever met z'n 2

## Lokale politiek
Bij de gemeenteraadsverkiezingen in 2018 stond hij in Putte op de Lijst Burgemeester, gelinkt aan Open Vld, waar hij ook verkozen raakte. Bij de gemeenteraadsverkiezingen van 2024 werd hij opnieuw verkozen.

## Trivia
- Chris Van Tongelen is een tenor (lage G tot hoge D).